# 楊鳴章爭議
於2017年8月接替湯漢的已故天主教香港教區主教楊鳴章，過往曾多次因為其言行而引發爭議，某些更被香港以外的媒體報道。

## 李嘉誠
2010年10月，時任新蒲崗善導之母堂主任司鐸羅國輝於一個另類萬聖節晚會時指長實集團主席李嘉誠是「食人嘅魔鬼」。隨後，有傳李派遣一名助理聯絡時任副主教的楊鳴章，傳達李不高興和希望教區修正，否則做出相關的法律行動的立場。
其後，基督教媒體時代論壇於同月11日引述天主教香港教區祕書長李亮指，楊鳴章已就與李嘉誠通電話，並為此就事件表示抱歉。李嘉誠隨後亦指出不會因為是次今次事件而暫停對教區支持與捐助。 
楊鳴章後來在公教報否認自己就事件道歉，但楊隨後數年則因為此事而被外界批評他向權貴獻媚、靠攏。楊於事件平息後差不多4年再次作出否認，稱他從沒有向李嘉誠道歉，並反指傳媒犯不着像狗一樣咬住過去不放。

## 李家傑
2010年10月，香港媒體報道恒基兆業地產主席李兆基的長子李家傑在美國找代母誕下三個兒子。由於李家傑當時未婚，而且香港有法例禁止牽涉商業成分的代母服務，李家傑三個兒子的由來被受社會熱議，並超越了普通八卦新聞的討論。
2010年10月末，楊鳴章在接受香港某電視台訪問時批評李家不擇手段，並抹煞人的尊嚴。同年12月，楊鳴章在某電台節目中表示代母產子是不道德的事，並以汽水機來比喻代母，指代母產子剝削女性尊嚴，並且破壞家庭組織，導致事件由一件娛樂花邊新聞，演變成涉及道德與政治層面的事件。
前政府高官王永平隨後批評楊鳴章的言論，暗批楊沒有資格就此事說三道四，並指已長大的兒子們才有資格回答代母產子是道德與否。

## 陳茂波
2013年7月，楊鳴章為當時被受囤地風波困擾的香港發展局局長（今香港財政司司長）陳茂波護航。楊鳴章當時表示陳茂波是其朋友，自陳進入立法會前就認識他。楊鳴章除了表示陳茂波是一名「好人」外，亦說他不願在眾人批評他的時候「踩多一腳」，但認為陳可能在程序上做得不夠明智，當並希望事情早日解決。
當時，陳除了被囤地風波困擾外，他亦捲入涉嫌醉駕醜聞和被漢基國際學校兩名家長控告誹謗。

## 明愛
楊鳴章出任香港明愛總裁時曾經發生過兩件具爭議性的事件。
2013年5月，位於將軍澳的明愛專上學院曾經舉辦過一次國際會議。會議進行期間，學校裡的民主牆被貼上會議資料的告示板覆蓋著。由於民主牆當時正貼上反對加學費和支持參與葵青貨櫃碼頭工潮工人的海報，而時任行政長官梁振英亦有參與會議，有學生就批評校方不想梁或者其他嘉賓看到民主牆上的海報。也有報導指覆蓋民主牆一舉是由明愛高層指示的。
2013年11月，香港明愛被指為幫助無綫電視每年一度的台慶節目取得30點的收視，以換取無線電視向包括明愛在內的社福機構捐款300萬元而呼籲員工收看該電視台的節目。由於當時的香港正就香港免費電視牌照爭議和香港電視網絡的牌照申請不被接納的爭議而議論紛紛，所以此舉引起社會部分人的反感。
時任明愛總裁的楊鳴章及後把收視事件說成「笑談」，並說人們「犯不着每事上綱上線的處理」。但在這兩件事件發生後，有人在一份寫給時任主教湯漢的公開信中表示明愛已經變得不公義。

## 佔領中環
2013年7月，當香港正醞釀最後於2014年9月發生的佔領中環政治運動時，時任副主教的楊鳴章就因為此事的言論而引發爭議。
7月26日，東方日報報道，楊鳴章就佔中示威問題上表示，教會雖然會謝絕一切犯罪及暴力行為，但若然佔中示威真的發生時，教會亦阻擋不到，並說在最極端的情況下，教會不會排除支持佔中。楊此番言論就被香港左派報章文匯報抨擊，指他鼓吹犯法。
楊最後於翌日就事件澄清，說教會並非表態支持公民抗命，而教會亦不希望捲入政治角力。
隨後，曾經批評楊的文匯報則刊登由劉夢熊撰寫的文章，讚賞楊的澄清。
2014年，在佔中示威發生前2個月，楊鳴章被問及如果有天主教徒因為佔中而被警方拘捕，教區會怎樣處理。楊回應時以人家兒子因為吸毒被捕來做比喻，說他會想辦法幫助。雖然楊曾澄清他無意用吸毒來比喻佔中人士，但楊的言論依然遭到非議。

## 同性戀
2015年香港區議會選舉舉行期間，時任天主教香港教區主教湯漢發出牧函，要求教徒投票時該考慮候選人對性傾向歧視條例的立場才投票。湯漢此舉被受批評，其後楊鳴章為湯漢護航，但楊則再次以以吸毒作喻，這次用來比喻同性戀行為。楊亦因為此舉而遭受抨擊。

### 反應
香港彩虹執行幹事岑子說湯的牧函是否定同志的權利，但楊的「吸毒論」把那分牧函越描越黑，並批評楊把同性戀比喻成吸毒這種犯法行為，代表楊對同性戀的思想依然是停留在香港給予同性戀行為合法化的1991年以前。
本身是公開同性戀者的立法會議員陳志全認為楊的比喻是非常的差，並說把同性戀行為刑事話和醜化已經過時，甚至對同性戀者帶有冒犯。
香港基督徒學生運動執行幹事陳可樂則直斥楊鳴章偽善，說他有很多話題可以說，但偏偏選擇提及性傾向。
但亦有人為楊的言論護航。本身在香港備受批評的基督教團體明光社總幹事蔡志森則說楊這番言論的意思並不是這樣，說別人沒有需要扭曲楊作的這個比喻。

### 後續
楊鳴章其後說他的言論被曲解。楊解釋他當日曾說過同性問題並不是吸毒，並勸喻父母不需認為子女是同性戀便是世界末日，應多加溝通，惟媒體因為某些原因而沒有報道。儘管如此，楊被指以吸毒來比喻同性戀這一事件，在2016年11月成為明愛白英奇專業學校和明愛專上學院畢業生在聯校畢業禮期間舉行示威的其中一個原因。

## 親中政治立場
楊鳴章被任命天主教香港教區主教後，有台灣媒體稱楊的政治立場明顯親中。

## 林鄭月娥
楊鳴章被委任為香港主教後，他被指與當時才剛剛上任的第五任香港特別行政區行政長官林鄭月娥私交甚篤。因為楊曾被批評他靠攏權貴，外界對他與林的關係作出討論。楊其後說林是一名天主教徒，與她認識多年，關係不錯，並說因為林曾經出任社會福利署署長而在工作上認識對方，所以沒有理由拒絕她，不與她來往。

## 與教區其他神父關係
楊鳴章多年來被外界傳言他與教區內其他神父的關係一般，甚至惡劣。

## 中國宗教自由
楊鳴章曾被中國天主教徒批評他在大陸信徒面對的某些問題上發聲不夠，包括遭到非法拘禁或軟禁的主教和神父這個問題。楊則回應說在這種情況下要留有餘地，並不能「趕狗入窮巷」（把狗逼進死胡同裡）。

## 中國強拆教堂十字架事件
近年，中國政府因為強行清拆在天主教和基督教堂頂部的十字架（例：浙江強拆十字架運動）或把教堂整座清拆的行為而遭到國際輿論一定程度之抨擊。
楊鳴章被委任為主教後，在一個記者會上就因為清拆十字架一事的言論而遭受批評，並被指他正袒護中共政府。
楊在記者會上說清拆十字架時間可能是因為建築物安全問題，並說因為中國對宗教有規管，所以會尊重當地的規條。

### 反應
浸會大學宗教及哲學系高級講師陳士齊認為楊此番言論是「十分軟弱的表態」，並反映他並沒有承擔捍衞宗教自由這個責任的勇氣，還說這代表香港人並不能期望他會捍衛港人權益。
前立法會議員，現任浸大政治及國際關係學系副教授陳家洛認為從這番言論顯示，楊已經予人一種「有事唔該唔好煩我」印象，並說楊在這些大是大非問題上有一種迴避態度，等同包庇獨裁政權的行為。
曾任立法會議員的支聯會秘書李卓人則說身為天主教徒的他對楊的言論感到失望。李卓人並引用聖經故事來批評楊，說他沒有「達味戰勝巨人哥肋雅」的勇氣。
法政匯思召集人任建峰則以「涼薄」、「無知」和「無恥」來形容楊這番言論。

## 六四天安門事件
2017年，楊鳴章說他雖然對六四天安門事件感到傷心，亦曾經參加過幾次在香港舉行的周年集會，但他說因為六四距今已達差不多30年，所以他問自己「還可以做些什麼」。楊鳴章再說平反六四，現在「做不了什麼」，並說「那面牆是硬的」，他亦不會「撼頭落去」（與那面牆硬碰）。當被問及經常與「平反六四」一起被提及的「結束一黨專政」時，楊鳴章更引用中文成語「與虎謀皮」。
自六四後，香港歷任主教均在六四議題上發表過立場鮮明的意見。已故主教胡振中在六四發生後四個月曾向全球的天主教信徒發信，呼籲他們要求他們國家的政府和其他國際組織促請中國政府停止政治逼害民運人士。榮休主教陳日君和湯漢都就六四事件發表過意見。現任輔理主教夏志誠亦在2017年說每年紀念六四有一定的作用。所以，楊鳴章對六四的看法和對待，與其前任三位主教，和教區裡現任的某些神職人員大相逕庭。

### 反應
輿論對楊此番言論反應不一。
香港公司紀惠集團行政總裁湯文亮於明報撰文，說楊鳴章說話得體。
反之，蘋果日報則登出一份評論。撰些那份評論的作者反駁湯文亮的評論，指領導教區與管理生意不同，面對大是大非時不能含混過關，並指天主教會在歷史上曾多次為信仰或公義與當權者對抗，說如果有更多教會領袖持有楊對大是大非的態度的話，那世界的歷史恐怕要改寫。
任建峰則認為楊在此問題的看法有點被斷章取義。任建峰楊的言論雖然聽下去可能不太舒服，而且表達方式有點笨拙，但指楊亦有肯定當年眾學生的行動，只是說他沒有勇氣與別人硬碰而已。

## 註解
1. ↑  粵語口頭語，書面語「吃人的魔鬼」的意思
2. ↑  粵語口頭語，書面語「有事的話，請不要煩我」的意思
3. ↑  「與虎謀皮」，即「跟老虎商量要它的皮」，比喻跟惡人商量，要他放棄自己本身的利益。意謂絕對辦不到。